# Abbaye des Oblats de Sarrebruck
L’abbaye des Oblats de Sarrebruck est une ancienne abbaye des Oblats de Marie-Immaculée à Sarrebruck, dans le diocèse de Trèves. Elle se situe dans le quartier résidentiel de Rotenbühl, c'est pourquoi on l'appelait parfois abbaye de Rotenbühl.

## Histoire
L'abbaye des Oblats de Sarrebruck est construite en 1928 dans le style de l'historicisme sur la base des plans de l'architecte Moritz Gombert. De sa construction à l'inauguration de la nouvelle église Sainte-Marie en 1959, elle est à la fois centre pastoral et paroisse monastique pour la population catholique de cette partie de la ville. À partir de 1995, il ne reste plus qu'un prêtre, le père Hermann-Josef Esser. En 2011, le monastère est abandonné par l'ordre des Oblats. Aucun plan d'utilisation ultérieure n'a encore été mis en œuvre, le bâtiment est vide à ce jour.

## Église
L'église abbatiale est intégrée dans le bâtiment en forme de L. Elle porte le patronage de Marie Auxiliatrice. L'espace de l'église rectangulaire est couvert au milieu par un plafond en berceau, qui se fond dans un plafond plat sur les côtés. Le chœur de l'église du monastère est séparé de la nef par un long arc en lancette dont les flancs s'étendent jusqu'au sol et se terminent par une clôture de chœur plate. Des deux côtés, il y a une allée basse, qui est séparée par de tels arcs brisés. Au nord, il y avait quelques bancs et un autel de Sainte-Marie où les premières messes eurent lieu régulièrement. Au-dessus de l'allée, il y a des fenêtres rectangulaires à revêtement supérieur avec des vitrages au plomb colorés. Tout le mobilier de l'église, à l'exception du simple maître-autel en pierre, fut vendu après la fermeture de l'abbaye. Sur le côté de l'église se trouve un clocher simple et bas, qui présente des similitudes avec la tour de l'église Saint-Willibrord de Munich.

### Orgue
Sur la tribune de l'église, il y avait un orgue avec 19 registres plus trois extensions et une réduction des vents. L'instrument est construit en 1937 sous le nom d'Opus 488 par Gebr. Späth Orgelbau d'Ennetach en utilisant des pièces plus anciennes de Roethinger. En 1970, Hugo Mayer ajoute un tournebout au Manuel II.
Après la fermeture de l'abbaye, l'orgue est vendu en Pologne et installé dans une église de Choceń selon l'architecture de celle-ci.

## Source de la traduction
- (de) Cet article est partiellement ou en totalité issu de l’article de Wikipédia en allemand intitulé « Oblatenkloster Saarbrücken » (voir la liste des auteurs).